# Pardosa olympica
Pardosa olympica este o specie de păianjeni din genul Pardosa, familia Lycosidae, descrisă de Tongiorgi, 1966.
Este endemică în Grecia. Conform Catalogue of Life specia Pardosa olympica nu are subspecii cunoscute.